# The Foreigner (2003)
The Foreigner is een Amerikaanse actiefilm/thriller uit 2003 van regisseur Michael Oblowitz.
Acteur Steven Seagal speelt in de film de rol van agent Jonathan Cold.

## Verhaal
Jonathan Cold moet een supergeheim pakje in Duitsland afleveren. Er zijn echter nog meerdere geïnteresseerden voor de inhoud hiervan. Zij zetten meteen de achtervolging in.